# Team Hell No
Team Hell No, fue un equipo de lucha libre profesional formado por los luchadores Kane y Daniel Bryan, que trabajaron para la WWE. El nombre del equipo está formado por la combinación de los dos personajes de los luchadores: el personaje demoníaco de Kane (Hell) y la frase característica de Bryan (No). 
Entre sus logros se destacan un reinado como Campeones en parejas de la WWE.

## Carrera

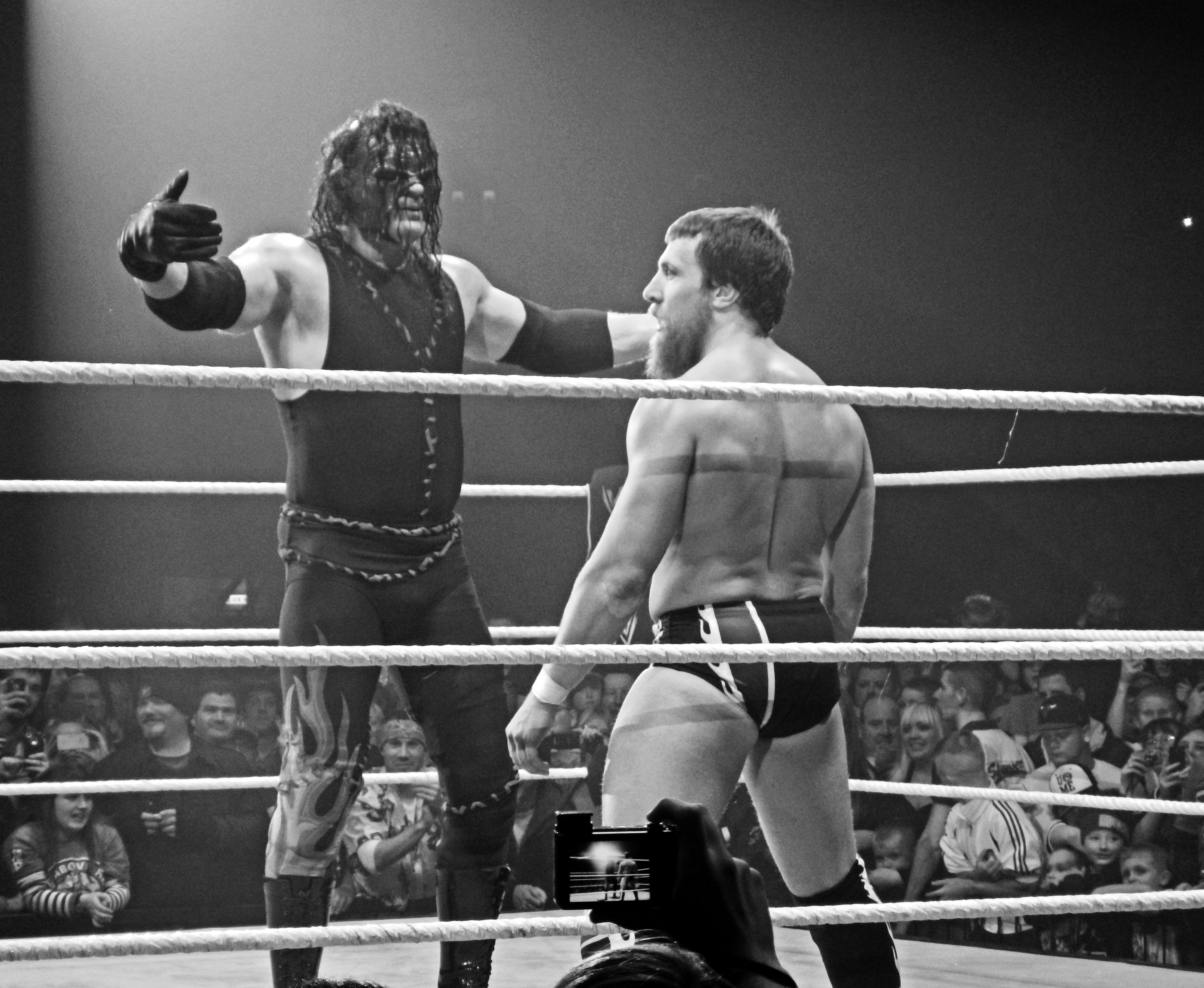
Abrazo entre los dos peleadores

### WWE (2012-2013, 2018)

#### 2012
Después a mediados de 2012, AJ Lee empezó a tener un romance con el Campeón de la WWE CM Punk, Daniel Bryan y Kane, enfrentando a los tres luchadores. En No Way Out los tres lucharon por el Campeonato de la WWE, reteniéndolo Punk después de que AJ distrajera a Kane. En Raw 1000, Bryan intentó casarse con AJ, pero esta le rechazó al ser nombrada como nueva General Manager de Raw. En el episodio del 6 de agosto de Raw, AJ pactó un combate entre Kane y Bryan para SummerSlam para el 19 de agosto, el cual ganó por Bryan , causando que Kane creara un alboroto en el área de backstage. Durante las siguientes semanas ambos acudieron a un programa de control de la ira, en la cual el Dr. Shelby (contratado por AJ) intentaba que se controlaran. 
Su primer combate juntos como parejas fue el 10 de septiembre en Raw, contra The Prime Time Players (Darren Young & Titus O'Neil) para ser contendientes para los Campeonatos en Parejas de la WWE convirtiéndose en ellos. Tuvieron su oportunidad en Night of Champions contra los Campeones en Parejas de la WWE Kofi Kingston & R-Truth ganando los campeonatos. El día siguiente el 17 de septiembre retuvieron los campeonatos contra Kingston & Truth. El 24 de septiembre, mediante una encuesta en Twitter, el equipo de Bryan & Kane fue llamado oficialmente Team Hell No.
Tras esto, empezaron un feudo con “Team Rhodes Scholars” (Cody Rhodes & Damien Sandow), a quienes se enfrentaron en Hell in a Cell el 28 de octubre de 2012. Durante el combate, Kane atacó a sus rivales sin hacer caso al árbitro, una descalificación, perdiendo el combate pero reteniendo el campeonato. El 29 de octubre en Raw, formaron parte del “Team Foley” (The Miz, Kofi Kingston, Randy Orton, Kane & Bryan) con (Mick Foley) para un combate contra el “Team Ziggler” (David Otunga, Damien Sandow, Alberto del Río, Wade Barrett & Dolph Ziggler)  equipo en Survivor Series en un combate tradicional de 5 contra 5, el 20 de noviembre, siendo derrrotados. El 3 de diciembre en Raw, ayudaron a Ryback durante el segmento «Miz TV» contra The Shield (Roman Reigns, Seth Rollins & Dean Ambrose). Debido a esto, se pactó un combate entre Ryback & Team Hell No contra The Shield en un TLC Tornado Tag Team Match en TLC el 18 de diciembre, siendo derrotados.

#### 2013
En 27 de enero en Royal Rumble, defendieron los Campeonatos en Parejas de la WWE contra “Team Rhodes Scholars” (Cody Rhodes & Damien Sandow), más tarde participaron en el Royal Rumble Match eliminándose uno al otro.  Después ambos clasificaron para un Elimination Chamber Match en el cual participaban (Kane, Daniel Bryan, Mark Henry, Randy Orton, Jack Swagger & Chris Jericho) en Elimination Chamber para ser contendiente #1 al Campeonato Mundial Peso Pesado el 17 de febrero en WrestleMania 29, pero ambos fueron eliminados por Mark Henry, siendo Jack Swagger el ganador.
A partir de marzo Kane empezó un feudo con Dolph Ziggler al igual que Daniel Bryan siendo atacado por Big E Langston y distraído por AJ Lee programándose un combate entre Hell No contra Ziggler y Langston por los Campeonatos en pareja de la WWE el 7 de abril en WrestleMania 29 reteniendo los campeonatos. El día siguiente el 8 de abril en Raw ambos salvaron a The Undertaker de ser atacado por The Shield (Seth Rollins, Dean Ambrose & Roman Reigns), teniendo un combate el 22 de abril en Raw siendo derrotados por The Shield, reuniendo nuevamente a Brothers of Destruction en un combate después de 3 años. El 19 de mayo en Extreme Rules perdieron los Campeonatos en Parejas de la WWE contra The Shield (Seth Rollins & Roman Reings), terminando con su reinado de 246 días como campeones. El 27 de mayo tuvieron su revancha por los campeonatos siendo derrotados.
Debido a su derrota, ambos empezaron a discutir, sobre todo por parte de Bryan, quien creía que Kane le veía como el eslabón débil del equipo. Por eso, se empeñó en demostrarle lo contrario. El 11 de junio (emitido el 14 de junio) Daniel Bryan & Randy Orton derrotaron a The Shield quitándole el invicto, formando Orton parte del equipo mientras que Kane tuvo un combate contra Dean Ambrose por el Campeonato de los Estados Unidos en Payback perdiéndolo. Después de esto el equipo se separó para darle paso a Bryan con una nueva rivalidad con John Cena.

#### 2018
El 26 de junio de 2018 en Smackdown Live, el equipo se vuelve a reunir, luego de que Kane salvara a Bryan del ataque de los The Bludgeon Brothers. En el episodio SmackDown del 3 de julio Team Hell No derrotó a The Usos (Jimmy Uso y Jey Uso). En el episodio de SmackDown del 10 de julio, Team Hell No hicieron equipo con The New Day (Big E, Kofi Kingston y Xavier Woods) derrotaron a los Bludgeon Brothers y SAni†Y (Alexander Wolfe, Eric Young y Killian Dain). En Extreme Rules, Team Hell No fueron atacados por The Bludgeon Brothers en el backstage antes de su lucha, y (kayfabe) lesionando el tobillo de Kane. Más tarde en la noche, Bryan se enfrentó inicialmente a Harper y Rowan en una lucha de handicap dos contra uno hasta que Kane (con un reparto) se dirigió al cuadrilátero para unirse al combate, pero Team Hell No aún fue derrotado. WWE más tarde informó que Kane había sufrido una fractura de tobillo, lo que lo dejó fuera de acción durante un tiempo no especificado. El 17 de julio en SmackDown Live, Bryan comenzó una rivalidad con The Miz así volviéndose a disolver el equipo.

## En lucha
- Movimientos finales

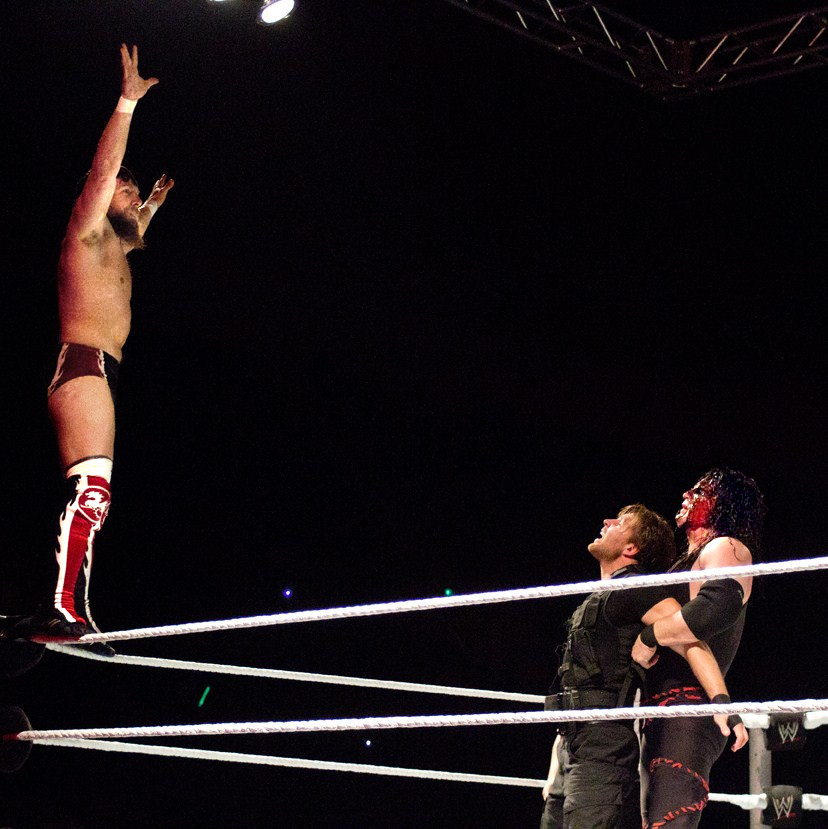
Kane y Daniel Bryan atacando a Dean Ambrose.

  - Chokeslam de Kane, seguido de un No! Lock[25] (Omoplata crossface) de Bryan.
  - Chokeslam de Kane, seguido de un Flying Goat (Diving headbutt) de Bryan.

- Movimientos de firma
  - Elevated surfboard de Bryan, seguido de un Dropkick de Kane.
  - Corner body avalanche de Bryan, a un oponente en el esquinero, seguido de un Clothesline de Kane.

## Campeonatos y logros
- WWE
  - WWE Tag Team Championship[6] (1 vez)[26]